# Jo Soo-min
Jo Soo-min (조수민?, Jo Su-minLR, Cho SuminMR; 5 marzo 1999) è un'attrice sudcoreana.

## Filmografia

### Cinema
- Majimak seonmul, regia di Kim Yeong-joon (2008)

### Televisione
- Seoul 1945 – serie TV (2006)
- Somunan chilgongju – serie TV (2006)
- Tumyeong-in-gan Choi Jang-soo – serie TV (2006)
- Eommaga ppunnatda – serie TV (2008)
- Jeonseor-i gohyang – serie TV (2009)
- Beure-in – serie TV (2011)
- Sarangeun noraereul tago – serie TV (2013)
- Jinsim-i data – serie TV (2019)
- Dallineun josagwan – serie TV (2019)
- Saengil pyeonji – serie TV (2019)
- Penthouse: War in Life – serie TV (2020)
- Amhaeng-eosa – serie TV (2020-2021)
- Geumhollyeong, Joseon hon-in geumjiryeong – serie TV (금혼령, 조선 혼인 금지령?) – serie TV (2022) – cameo